# ديفيد لويد (سياسي)
ديفيد لويد (بالإنجليزية: David Lloyd)‏ هو سياسي بريطاني، ولد في 2 ديسمبر 1956 في المملكة المتحدة. حزبياً، نشط في بلاد كيمري.

## مناصب
- في انتخابات الجمعية الوطنية الويلزية 2016 [الإنجليزية]‏، انتخب عضو الجمعية الوطنية الويلزية الخامسة ‏ عن دائرة South Wales West (Senedd electoral region) [الإنجليزية]‏ وقد انضم خلال فترته النيابية  [لغات أخرى]‏ (5 مايو 2016 – ) للكتلة البرلمانية بلاد كيمري.
- في انتخابات الجمعية الوطنية الويلزية 2007 [الإنجليزية]‏، انتخب عضو الجمعية الوطنية الويلزية الثالثة ‏ عن دائرة South Wales West (Senedd electoral region) [الإنجليزية]‏ وقد انضم خلال فترته النيابية  [لغات أخرى]‏ (3 مايو 2007 – 30 مارس 2011) للكتلة البرلمانية بلاد كيمري.
- في انتخابات الجمعية الوطنية الويلزية 2003 [الإنجليزية]‏، انتخب عضو الجمعية الوطنية الويلزية الثانية ‏ عن دائرة South Wales West (Senedd electoral region) [الإنجليزية]‏ وقد انضم خلال فترته النيابية  [لغات أخرى]‏ (1 مايو 2003 – 28 مارس 2007) للكتلة البرلمانية بلاد كيمري.
- في انتخابات الجمعية الوطنية الويلزية 1999 [الإنجليزية]‏، انتخب عضو الجمعية الوطنية الويلزية الأولى عن دائرة South Wales West (Senedd electoral region) [الإنجليزية]‏ وقد انضم خلال فترته النيابية  [لغات أخرى]‏ (6 مايو 1999 – 2 أبريل 2003) للكتلة البرلمانية بلاد كيمري.